# M.Jakkanahalli, Kadur
M.Jakkanahalli là một làng thuộc tehsil Kadur, huyện Chikmagalur, bang Karnataka, Ấn Độ.